# Morgan Griffin

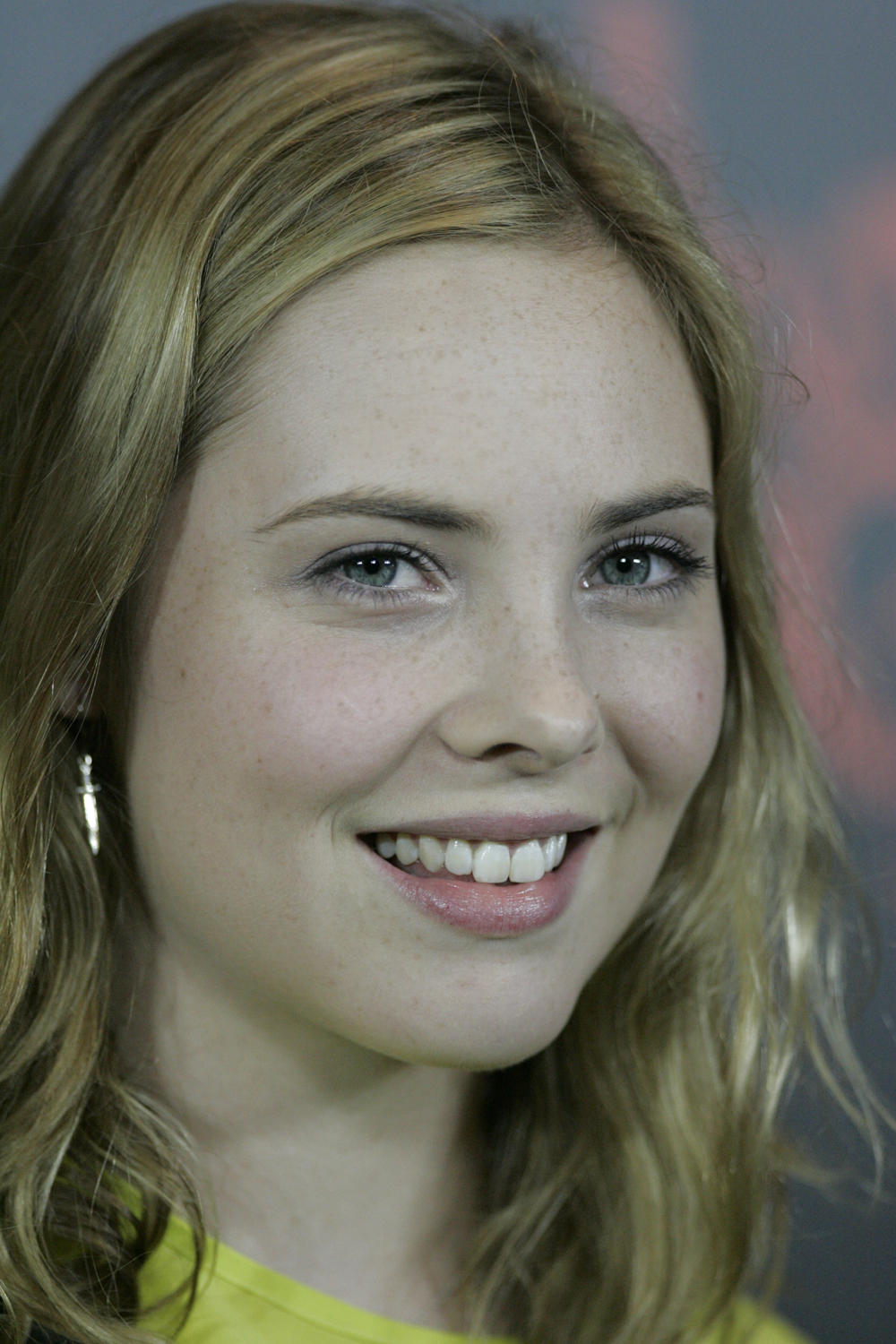
Morgan Griffin

Morgan Griffin (* 4. Juni 1992) ist eine australische Fernseh- und Filmschauspielerin.

## Karriere
Morgan Griffin spielte die Hauptrolle der Charlie Anderson in der zweiten Staffel von Der Sleepover Club. Außerdem bekam sie einige kleinere Rollen in einem Musikclip von Delta Goodrem, einer Anti-Rauch-Werbung, sowie einer Episode von Children Cartoon Series. 2009 machte sie ihren Abschluss an der Kincoppal School, einer römisch-katholischen Privatschule für Mädchen in Rose Bay, einem Vorort von Sydney, New South Wales.

## Filmografie
- 2006–2007: Der Sleepover Club (The Sleepover Club, Fernsehserie, 26 Folgen)
- 2007: September
- 2008: Die Insel der Abenteuer (Nim’s Island)
- 2009: Accidents Happen
- 2009: Charlie & Boots (Alternativtitel: Crocodile Daddy - Ein total verrückter Roadtrip)
- 2012: Island
- 2013: Cliffy
- 2013: Louder Than Words
- 2015: San Andreas
- 2016: Spin Out